# Березневі іди (фільм)
«Березневі іди» (англ. The Ides of March) — американська політична драма режисера Джорджа Клуні (також був сценаристом і продюсером), що вийшла 2011 року. У головних ролях Раян Ґослінг, Джордж Клуні, Філіп Сеймур Гоффман.
У назві фільму міститься відсилання до історичної події. Березневими ідами називають день 15 березня за давньоримським календарем. Ця дата здобула популярність в історії, оскільки цього дня в 44 до н. е. відбулося вбивство Юлія Цезаря. Змовники (організаторами були Р. Касій, М. Брут, Д. Брут та інші), остерігаючись посилення монархічних прагнень Цезаря, убили його у будівлі курії Помпея (Рим), у день засідання Сенату.
Продюсерами фільму також були Ґрант Геслоу, Браян Олівер, Леонардо ДіКапріо. Вперше фільм продемонстрували 31 серпня 2011 року в Італії на Венеційському кінофестивалі. В Україні прем'єра фільму відбулась 16 лютого 2012 року.

## Сюжет
Стівен Меєрс працює у виборчій президентській кампанії Майка Морріса. Під час своєї роботи його ідеалістичні уявлення розвалюються, зіткнувшись із брудними політичними методами.

## У ролях
| Актор                | Персонаж                                   | Роль                                                                          |
| -------------------- | ------------------------------------------ | ----------------------------------------------------------------------------- |
| Раян Ґослінг         | Стівен Меєрс (англ. Stephen Meyers)        | керівник передвиборчої кампанії Майка Морріса, молодший, а потім старший      |
| Джордж Клуні         | Майк Морріс (англ. Mike Morris)            | губернатор Пенсильванії, кандидат на пост президента від Демократичної партії |
| Філіп Сеймур Гоффман | Пол Зара (англ. Paul Zara)                 | керівник виборчої кампанії Майка Морріса, керівник Стівена Меєрса             |
| Пол Джіаматті        | Том Даффі (англ. Tom Duffy)                | керівник виборчої кампанії опонента                                           |
| Еван Рейчел Вуд      | Моллі Стернс (англ. Molly Stearns)         | стажер на виборчій кампанії Майка Морріса                                     |
| Маріса Томей         | Іда Горовіц (англ. Ida Horowicz)           | репортер видання New York Times                                               |
| Джеффрі Райт         | Франклін Томпсон (англ. Franklin Thompson) | сенатор-демократ із Північною Кароліни                                        |
| Макс Мінгелла        | Бен Харпен (англ. Ben Harpen)              | член передвиборчого штабу Морріса                                             |
| Дженніфер Елі        | Сінді Морріс (англ. Cindy Morris)          | дружина Морріса                                                               |
| Грегорі Ітцін        | Джек Стернс (англ. Jack Stearns)           | батько Моллі, колишній сенатор                                                |

## Сприйняття

### Критика
Фільм отримав загалом позитивні відгуки: Rotten Tomatoes дав оцінку 85 % на основі 215 відгуків від критиків (середня оцінка 7,4/10) і 73 % від глядачів із середньою оцінкою 3,6/5 (56 647 голосів), Internet Movie Database — 7,2/10 (119 801 голос), Metacritic — 67/100 (43 відгуки критиків) і 7,1/10 від глядачів (225 голосів).

### Касові збори
Під час показу у США, що почався 7 жовтня 2011 року, фільм показали у 2 199 кінотеатрах, де він зібрав $10 470 143, що на той час дозволило йому зайняти друге місце серед усіх прем'єр. Показ протривав 98 дні (14 тижнів) і закінчився 12 січня 2012 року, зібравши у прокаті в США $40 962 534, а у світі — $35 030 527, тобто $75 993 061 загалом при бюджеті $12,5 млн.

### Нагороди і номінації[9]
| Рік  | Нагорода                                           | Категорія                            | Номінант                                 | Результат |
| ---- | -------------------------------------------------- | ------------------------------------ | ---------------------------------------- | --------- |
| 2011 | Hollywood Film Award                               | Монтажер року                        | Стівен Меріон                            | Перемога  |
| 2011 | Національна рада кінокритиків США                  | Найкращі фільми                      | фільм                                    | Перемога  |
| 2011 | Венеційський кінофестиваль                         | Приз Браяна                          | Джордж Клуні                             | Перемога  |
| 2011 | Венеційський кінофестиваль                         | Золотий лев                          | Джордж Клуні                             | Номінація |
| 2012 | 84-а церемонія вручення нагороди «Оскар»           | Найкращий адаптований сценарій       | Джордж Клуні, Ґрант Геслоу, Боу Віллімон | Номінація |
| 2012 | БАФТА у кіно                                       | Найкращий адаптований сценарій       | Джордж Клуні, Ґрант Геслоу, Боу Віллімон | Номінація |
| 2012 | БАФТА у кіно                                       | Найкраща чоловіча роль другого плану | Філіп Сеймур Гоффман                     | Номінація |
| 2012 | 69-ма церемонія вручення нагороди «Золотий глобус» | Найкращий режисер                    | Джрдж Клуні                              | Номінація |
| 2012 | 69-ма церемонія вручення нагороди «Золотий глобус» | Найкращий фільм — драма              | фільм                                    | Номінація |
| 2012 | 69-ма церемонія вручення нагороди «Золотий глобус» | Найкраща чоловіча роль — драма       | Раян Ґослінг                             | Номінація |
| 2012 | 69-ма церемонія вручення нагороди «Золотий глобус» | Найкращий сценарій                   | Джордж Клуні, Ґрант Геслоу, Боу Віллімон | Номінація |